# Mário Felgueiras
Mário Jorge Quintas Felgueiras noto come Mário Felgueiras (Viana do Castelo, 12 dicembre 1986) è un ex calciatore portoghese, di ruolo portiere, direttore sportivo dell'U Craiova.

## Biografia
Nasce a Viana do Castelo, nell'omonimo distretto della storica regione del Minho, nel nord del paese.